# Ižakovci
Ižakovci este o localitate din comuna Beltinci, Slovenia, cu o populație de 820 de locuitori.